# Metoncholaimus unguentarius
Metoncholaimus unguentarius är en rundmaskart som beskrevs av Christian Wieser 1959. Metoncholaimus unguentarius ingår i släktet Metoncholaimus och familjen Oncholaimidae. Inga underarter finns listade i Catalogue of Life.